# Andreas von Ettingshausen
Andreas Freiherr von Ettingshausen (Heidelberg, 25 de novembro de 1796 — Viena, 25 de maio de 1878) foi um matemático e físico austríaco.
Foi o primeiro projetista de uma máquina eletromagnética.